# Chiloscyphus coadunatus
Chiloscyphus coadunatus är en bladmossart som först beskrevs av Olof Swartz, och fick sitt nu gällande namn av R.M.Schust. et J.J.Engel. Chiloscyphus coadunatus ingår i släktet blekmossor, och familjen Lophocoleaceae. Inga underarter finns listade i Catalogue of Life.